# 休日おでかけパス

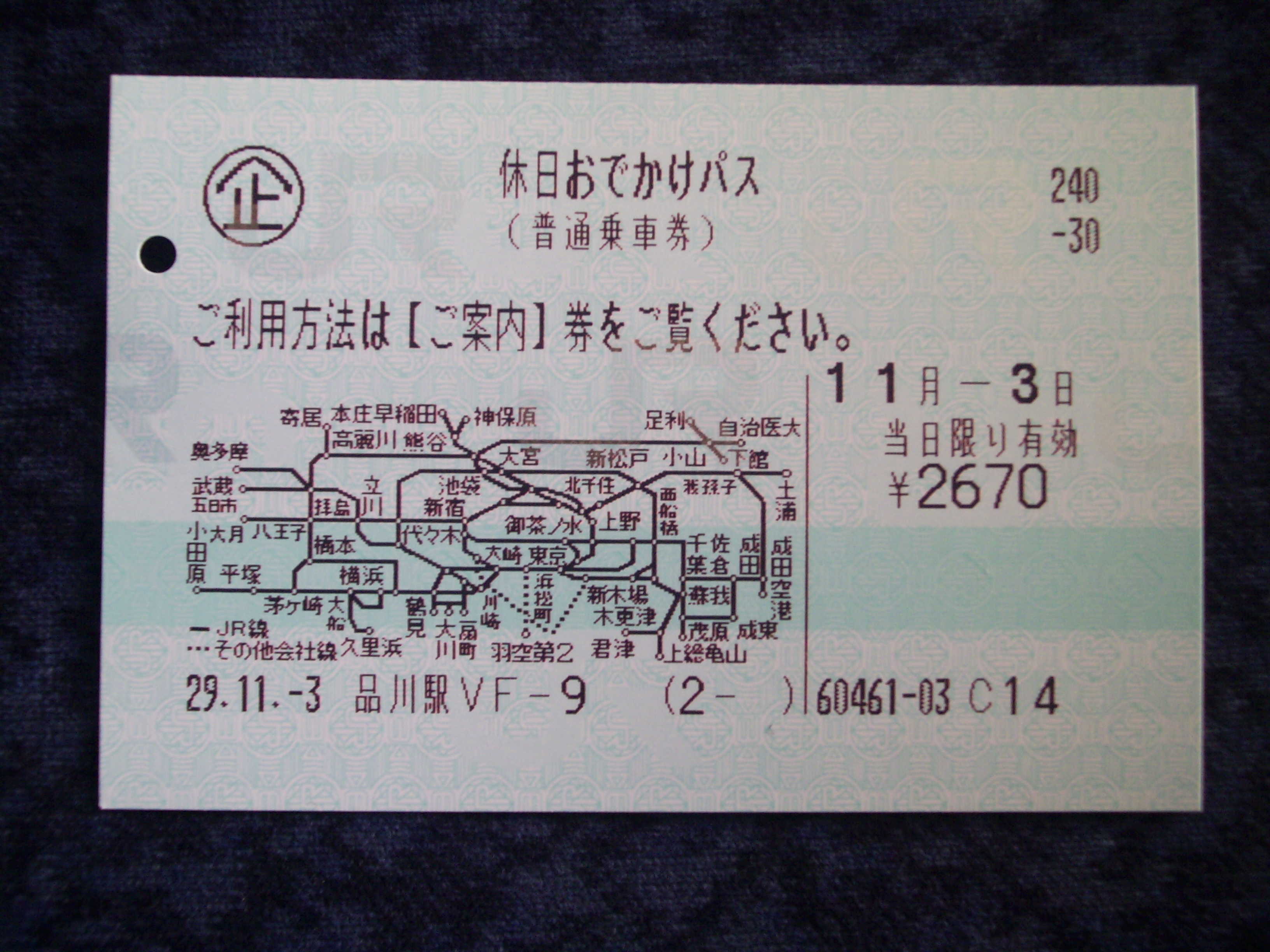
休日おでかけパス（マルス発行）

休日おでかけパス（きゅうじつおでかけパス）は、東日本旅客鉄道（JR東日本）が発売する特別企画乗車券（トクトクきっぷ）。2011年春期に大人の休日倶楽部会員限定で発売され、2012年3月17日利用分からホリデー・パスの後継商品として一般向け発売を開始した。

## 概要
東京都内のJR東日本全路線と、隣接する近郊6県（神奈川県・埼玉県・千葉県・栃木県・茨城県・山梨県）のJR東日本の一部路線（後述）の普通列車（快速含む）の普通車自由席および、東京モノレールの東京モノレール羽田空港線、東京臨海高速鉄道のりんかい線に乗車できる。
特急・急行列車および東北・上越新幹線は特急券や急行券を購入することで乗車できる。また指定席への乗車は座席指定券が、グリーン車への乗車はグリーン券の購入がそれぞれ条件となる。

### 利用可能日
土曜・休日および大型連休（4月29日 - 5月5日）、夏休み期間（7月20日 - 8月31日）、および年末年始（12月29日 - 1月3日）のうちの1日間。

### 発売
- 発売は通年で行われ、使用日の1か月前より発売する。また、使用日当日の購入も可能である。
- フリーエリア内のJR東日本の駅の指定席券売機、提携販売センターで発売（東京モノレール・東京臨海高速鉄道では発売しない）。
- 羽田空港第1旅客ターミナル地下1階の案内所7で購入可能。
- みどりの窓口での販売は2022年3月31日で終了した。
- 発売額（2022年2月時点）
大人　2,720円
小児　1,360円

## 有効区間
フリーエリアの東西および南北の端になる駅と路線を以下に記す（＊印は終端駅でない境界駅）。
- 東日本旅客鉄道
  - 東北新幹線：小山駅＊
  - 上越新幹線：本庄早稲田駅＊
  - 川越線：高麗川駅 （全線）
  - 中央本線：大月駅＊
  - 青梅線：奥多摩駅 （全線）
  - 五日市線：武蔵五日市駅 （全線）
  - 総武本線：成東駅＊
  - 横須賀線：久里浜駅（全線）
  - 東海道本線：小田原駅＊
  - 相鉄線直通列車：羽沢横浜国大駅＊
  - 東北本線（宇都宮線）：自治医大駅＊
  - 高崎線：神保原駅＊
  - 常磐線：土浦駅＊
  - 両毛線：足利駅＊（小山駅から）
  - 水戸線：下館駅＊（小山駅から）
  - 外房線：茂原駅＊
  - 内房線：君津駅＊
  - 成田線：成田駅＊（佐倉駅 - 成田駅 - 我孫子駅、成田駅 - 成田空港駅・空港第2ビル駅がフリーエリア）
  - 八高線：寄居駅＊
  - 久留里線：上総亀山駅（全線）
  - 東金線：成東駅（全線）
- 東京臨海高速鉄道りんかい線（全線）
- 東京モノレール（全線）

## 備考
- 東海道新幹線等、東海旅客鉄道（JR東海）の路線は利用できない。
- 綾瀬駅、分倍河原駅等他社管理駅、および無人駅では発売されていない。
- 大人の休日倶楽部割引の適用を受けた料金券を利用する場合、大人の休日倶楽部会員用のきっぷと併用しなければならない。
- 乗車した列車が翌日に跨って運転される場合はフリー区間内の最終停車駅まで乗車できる（継続乗車）。
- 東北新幹線を利用し宇都宮駅以遠まで、上越新幹線を利用し高崎駅以遠まで乗り越す場合は、在来線利用の際と同様に前者は自治医大駅から、後者は神保原駅からの運賃を収受する。
- フリー区間外への乗り越し精算の際、自動精算機で精算すると回収されてしまうので、有人改札で精算する必要がある。
- 当商品の発売に伴い、ホリデー・パスと東京週末フリーきっぷ（普通列車用）は2012年3月11日利用分を以って発売を終了した。
- ホリデー・パスと比べ、エリアが拡大されたが300円の値上げとなった。また、ホリデー・パスで利用できたトレン太くん（レンタカー）は利用できなくなった。
- 当きっぷで、非電化区間に乗車できるのは、八高線の高麗川駅 - 寄居駅間と久留里線（全線）のみである。
- 2019年9月1日から本きっぷのICカード版とも言える、「のんびりホリデーSuicaパス」が発売された。フリーエリアも休日おでかけパスとほぼ同じではあるが、東北・上越新幹線とSuica利用可能エリア外である久留里線は除外となっている。料金は50円安い2670円に設定されている。注意点として、東京駅100周年記念Suicaといった記念Suicaに書き込もうとすると強制的に通常のSuicaに交換となるほか、モノレールSuica、りんかいSuica、Suica以外のICカード（PASMOなど）や、Suica定期券の場合は書き込み(上書き)ができないので、新たに別のSuicaを購入する必要がある[1]。2022年3月12日からモバイルSuicaにも対応している[2]。
- 2021年7月1日から19日までの平日と9月の平日に「ひみつの平日パス」が発売された。フリーエリアや発売額も本きっぷと同じで駅レンタカーでの優遇措置も受けられた[3]。

前述のとおり、2022年3月31日を以てみどりの窓口での発売が終了した。同年4月1日からは指定席券売機・自動券売機のみで発売している。